# Ritverantwoordelijke machinist
Een ritverantwoordelijke machinist (voorheen: pilot) is in Nederland iemand met wegbekendheid die een machinist assisteert op een baanvak waar deze machinist zelden of nooit rijdt. De ritverantwoordelijke machinist is meestal niet bevoegd om de trein in kwestie te rijden. De ritverantwoordelijke machinist en machinist vullen elkaar dus aan met bekendheid met het baanvak en bekendheid met de locomotief of het treinstel.
De functie van een ritverantwoordelijke machinist is te vergelijken met die van een loods in de scheepvaart.